# 施拉滕贝格
施拉滕贝格是奥地利下奥地利州米斯特尔巴赫县的一个市镇。总面积19.14平方公里，总人口823人，人口密度43.0人/平方公里（2005年）。